# 李群华
李群华（1941年9月—），男，汉族，福建泉州人，中华人民共和国企业家、政治人物，香港锦多玩具有限公司董事长，第十一届全国政协委员。

## 生平
2008年，当选第十一届全国政协委员，代表中华全国归国华侨联合会，分入第二十五组。